# Masakra w Sumgaicie
Masakra w Sumgaicie – pogrom ludności ormiańskiej, dokonany przez miejscowych Azerów, do jakiego doszło pod koniec lutego 1988 roku w Sumgaicie.

## Tło wydarzeń
Od lat 60. XX wieku Armeńska Socjalistyczna Republika Radziecka ubiegała się o włączenie Górskiego Karabachu w swoje granice. Władze republiki miały nadzieję, że wcielenie enklawy do Armeńskiej SRR pozwoli odwrócić niekorzystne dla zamieszkałych w niej Ormian tendencje demograficzne: wyższa dzietność miejscowych Azerów oznaczała, że w przyszłości staną się oni większością w regionie, podobnie, jak stało się to w Nachiczewańskiej ASRR. Począwszy od 1987 ormiański komitet „Karabach” otwarcie dążył do włączenia Górskiego Karabachu do Armenii, kosztem wysiedlenia całej ludności azerskiej. Jego działacze niejednokrotnie inicjowali antyazerskie zamieszki. W lutym 1988 centralne władze ZSRR po raz kolejny odpowiedziały na taką prośbę odmownie, na co mieszkańcy Armenii zareagowali masowymi demonstracjami. Azerowie żyjący w Górskim Karabachu zachowywali się z reguły spokojnie wobec przewagi ludnościowej Ormian w regionie. Jedyną formą protestu były manifestacje przed siedzibami lokalnych władz w poszczególnych miastach, w czasie których uczestnicy zwracali się o zapewnienie im ochrony. Stopniowo jednak nastroje antyormiańskie stawały się w tej społeczności coraz silniejsze. Sprzyjały temu dochodzące do Górskiego Karabachu informacje o uchodźstwie Azerów z Armeńskiej SRR.

## Wydarzenia w Sumgaicie
Część uchodźców z Armeńskiej SRR została przez władze Azerskiej SRR skierowana do Sumgaitu w rejonie Baku. W mieście tym funkcjonowała społeczność ormiańska, która do tej pory nie była niepokojona przez azerską większość. W miarę nasilania się uchodźstwa Azerów z Ormiańskiej SRR w mieście narastały nastroje antyormiańskie. Nie wiadomo jednak, jak dokładnie doszło do wybuchu agresji wymierzonej w sumgaickich Ormian.
Po południu 26 lutego 1988 przed miejskim komitetem partyjnym w Sumgaicie odbył się ok. 200-osobowy wiec, którego uczestnicy domagali się zapewnienia ochrony Azerom z Górskiego Karabachu. Demonstracja ta miała pokojowy przebieg. Jeszcze tego samego dnia, około dwudziestej, w tym samym miejscu i pod tymi samymi hasłami zebrało się ok. trzy tysiące ludzi. Po zakończeniu protestu większość jego uczestników wróciła do domów. Tylko niektórzy z nich, podzieleni na kilkudziesięcioosobowe grupy, rozeszli się po mieście, wszczynając awantury i bójki, w których rany odniosło dwóch Azerów i trzech Ormian. Następnego dnia ok. 11:00 w tym samym miejscu Azerowie zorganizowali kolejny wiec w obronie swoich rodaków z Górskiego Karabachu, tym razem z udziałem 15 tys. ludzi. Na zgromadzeniu padały także hasła obrony Azerów wypędzanych z Armenii. Próby uspokojenia tłumu nie odniosły skutku. Zgromadzeni oskarżali Ormian o dokonywanie okrucieństw na Azerach.

## Przebieg masakry
Po zakończeniu wiecu część jego uczestników rozeszła się po mieście. Tym razem nie doszło już tylko do awantur, ale do bezpośrednich napaści na Ormian. Kwiatkiewicz podkreśla, że wydarzenia nie miały charakteru czysto etnicznego, ale stały się okazją do porachunków przestępczych. O sprowokowanie tumultu, który zmienił się w masakrę Ormian, podejrzewano m.in. miejscowego ormiańskiego przestępcę Eduarda Grigoriana. Wg oficjalnych, azerskich źródeł liczbę ofiar śmiertelnych pogromu szacuje się na 32 osoby, natomiast liczby rannych i poszkodowanych nie ustalono w ogóle; według innego źródła było ich od kilkaset do 1800. Większość ofiar została zamordowana ciężkimi metalowymi pałkami lub zaostrzonymi prętami. Niektóre rodziny azerskie nie wzięły udziału w masakrze, lecz udzielały Ormianom schronienia w swoich domach. Miejscowa milicja i radzieckie wojska wewnętrzne nie były w stanie uspokoić sytuacji. Zamieszki zakończyły się dopiero 2 marca.